# Yuko Yamashita
Yuko Yamashita (山下裕子, Yamashita Yuko) es una estilista y empresaria japonesa que trabaja en Tokio, Londres y Los Ángeles. Entre sus clientes están personalidades de la realeza árabe, políticos influyentes y artistas como Jennifer Aniston. El prestigio de Yuko nació en 1996, cuando revolucionó el mercado mundial creando el sistema de alisado permanente. Asimismo, trabajó en 2008 junto a Unilever para las marcas de champú Sedal y Sunsilk, que la hizo famosa en varios países.

## Experiencia
Lo que inspiró a Yuko a desarrollar este sistema de alisado permanente no dañino fue escuchar a sus clientas quejarse de su pelo rebelde. Ellas se quejaban de que tenían que peinar su pelo todas las mañanas y que se tornaba mucho más inmanejable cuando hacía calor o había humedad afuera. Yuko describió su “misión” como hacer “que el pelo manejable y lindo sea accesible para todas”.
Le otorgaron la patente para su sistema único de alisado permanente en Japón en el año 1995. Posteriormente, en 1996 Yuko abrió el primer salón especializado en alisado. Cuatro años más tarde y tras un importante éxito en Japón, abrió su primer salón de alisado en el exterior, en Beverly Hills, Estados Unidos.
El tratamiento de alisado de pelo de Yuko puede costar hasta $1000 dólares y el proceso lleva aproximadamente cuatro horas en total.
Desde entonces, Yuko ha abierto nuevos salones en Japón y en Londres